# Kościół Matki Bożej z Góry Karmel „Ta’ Ħamet” w Xewkiji
Kościół Matki Bożej z Góry Karmel Ta’ Ħamet (malt. Il-knisja tal-Madonna tal-Karmnu Ta’ Ħamet, ang. Church of the Madonna of Mount Carmel Ta’ Ħamet) – rzymskokatolicki kościół na obrzeżach Xewkiji na wyspie Gozo, Malta.
Kościół znajduje się na pustym terenie zwanym ta’ Ħamet pomiędzy Xewkiją i Xagħra, przy drodze łączącej te miejscowości.

## Historia
Kościół jest najstarszą na Gozo świątynią pod wezwaniem Matki Bożej z Góry Karmel. Fundatorem w roku 1835 i budowniczym kaplicy był Liberato Grech, jeden z lokalnych dowódców powstania Gozańczyków przeciwko Francuzom w 1798, oraz jego żona Rosa. Fundacja była formą podzięki Najświętszej Panience za sukces powstania.
Kaplica powstała na gruncie podarowanym przez rodzinę Grech; 1 stycznia 1837 ukończona świątynia została poświęcona przez syna fundatorów, kanonika Savero (Salvatore) Grecha, który został jej pierwszym rektorem. Kościół został wyposażony przez fundatorów we wszystkie rzeczy potrzebne do sprawowania posługi religijnej.
Ponownej konsekracji kościoła dokonał 26 lipca 1952 biskup Gozo Giuseppe Pace.
W październiku 1958 ukończono budowę bliźniaczych dzwonnic. Ich architektem był Ġuże D’Amato, zaś wykonawcą Karlu Vella z Kerċem.
W 1982 zauważono, że budowla, posadowiona na gliniastym podłożu, zaczyna się powoli zapadać. Istniała realna groźba potrzeby rozebrania kaplicy i postawienia jej na twardszym gruncie. Na szczęście znaleziono sposób na wzmocnienie fundamentów, i w 1987 niebezpieczeństwo zostało zażegnane. Rok później istniejąca zakrystia została powiększona, zaś na tyłach oryginalnego kościoła dobudowana została obszerna kaplica, której otwarcie nastąpiło 17 czerwca 1991.

## Architektura

### Wygląd zewnętrzny

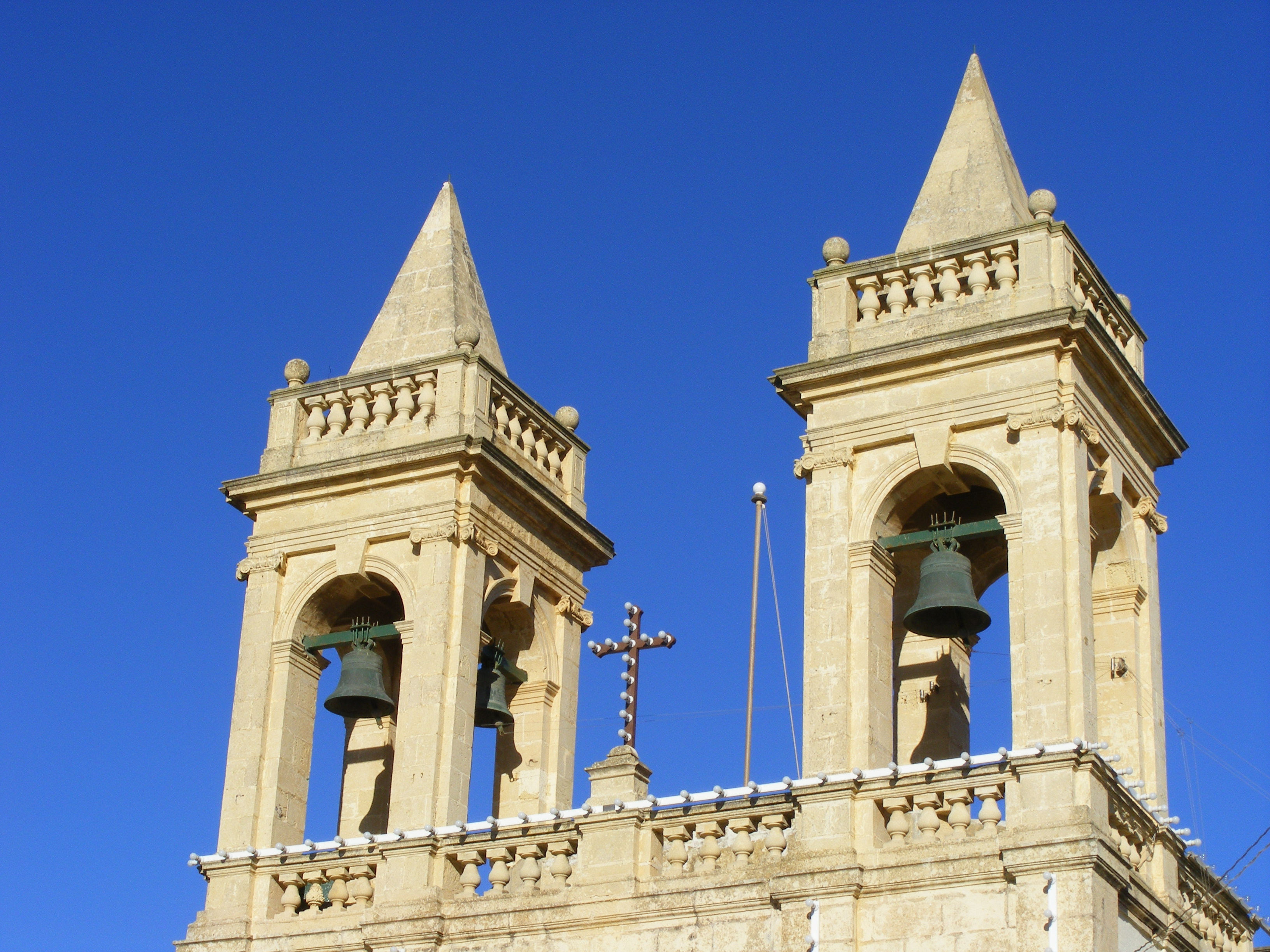
Dzwonnice kościoła

Kościół oddzielony jest od drogi przestronnym placem (zuntier), otoczonym niskim murkiem. Fasada świątyni jest prosta, klasyczna, z czterema toskańskimi pilastrami podtrzymującymi belkowanie. Na nim, ponad dwoma środkowymi pilastrami, wznosi się trójkątny fronton, wbudowany w szczytowy mur biegnący dokoła i zakończony balustradą. Kwadratowe w przekroju bliźniacze dzwonnice również zwieńczone są balustradą i wysokimi dachami namiotowymi.
Główne drzwi kościoła obwiedzione są profilowanym kamiennym obramowaniem, zaś zwieńcza je półkolisty fronton.

### Wnętrze
Wnętrze kościoła nie jest wielkie, jest prawie kwadratowe w obrysie, doświetlają je dwa półokrągłe okna umieszczone wysoko na bocznych ścianach. Cztery filary połączone są łukami, które z kolei łączą cztery pendentywy. Centralnie na suficie widoczne jest okrągłe miejsce na kopułę, która nigdy nie została zbudowana.
Malunki na suficie i pendentywach, wykonane w 1981 przez Antonio Apapa z Xagħra, przedstawiają odpowiednio wizję św. Szymona Stocka, oraz czterech karmelitańskich świętych. Nad drzwiami wejściowymi znajduje się galeria organowa.
Ołtarz główny wykonany z marmuru, który w 1952 zastąpił oryginalny kamienny, umieszczony jest w absydzie. Jego twórcą jest Alberto Barsanti z Lukki we Włoszech. Na czołowej ścianie stipesa artysta umieścił centralnie medalion przedstawiający Madonnę z Dzieciątkiem, po jego stronach, oddzielone kolumienkami, znajdziemy płaskorzeźby św. Szymon Stock oraz św. Eliasz. Nad ołtarzem obraz tytularny kościoła, pędzla Tommaso Madiony z 1837, przedstawiający Matkę Bożą Szkaplerzną z Dzieciątkiem w otoczeniu aniołów. U stóp Madonny artysta namalował krajobraz okolicy Ta’ Ħamet z centralnie umieszczoną oryginalną kaplicą, jeszcze bez dzwonnic. Obraz został umieszczony w kościele 22 lipca 1838.
Dwa boczne ołtarze poświęcone są św. Michałowi Archaniołowi oraz Krzyżowi Chrystusa. Obrazy nad nimi zostały namalowane, odpowiednio, przez gozańczyka Antonio Falzona w 1844, oraz już wspomnianego Antonio Apapa. Krzyż wraz z figurą Ukrzyżowanego nad drugim ołtarzem nie zostały namalowane, lecz wykonane przez rzeźbiarza Wistina Camilleri z Victorii.
Na galerii organowej wisi, przechowywany niegdyś w zakrystii, niewielki barokowy obraz Niepokalane Poczęcie. Nie jest znany autor dzieła ani czas jego powstania. Madonna na nim przedstawiona jest uderzająco podobna do Matki Bożej przedstawionej na tytularnym obrazie Wniebowzięcie w Kolegiacie w Bormli i według niektórych może być jej pierwowzorem.
W 1950 sprowadzona została z Fatimy figura Matki Bożej Fatimskiej, która przed przybyciem na Gozo została poświęcona i ukoronowana przez papieża Piusa XII. Od tego czasu kult Madonny Fatimskiej rozprzestrzenił się na Gozo.
Drewniana figura Matki Bożej Szkaplerznej zakupiona została w Mediolanie w 1966.

## Świątynia dzisiaj
W kościele odprawiana jest w dni powszednie jedna msza św. o 19:00, zaś w niedziele i święta o 9:30 oraz 19:30.
Święto patronalne obchodzone jest uroczyście corocznie 16 lipca. Również od maja do października, 13 dnia każdego miesiąca, odprawiane jest, na pamiątkę objawień fatimskich, uroczyste nabożeństwo.
Świątynia jest również wykorzystywana jako centrum Ruchu Eucharystycznego (ang. Eucharistic Movement) na Gozo.

## Ochrona dziedzictwa kulturowego
Od 27 sierpnia 2012 budynek świątyni umieszczony jest na liście National Inventory of the Cultural Property of the Maltese Islands pod nr. 01092.